# Tramlijn Bussum - Huizen
De tramlijn Bussum - Huizen was een normaalsporige tramlijn in Noord-Holland van Bussum naar Huizen. 

## Geschiedenis
De lijn werd geopend op 8 november 1883 en was tot 22 april 1941 eigendom van de Stoomtramweg Maatschappij Bussum - Huizen. De lijn werd geëxploiteerd door de HSM als een stoomtramlijn. De baanlengte van de lijn was 6,3 km.
Op 1 januari 1917 nam de Gooische Stoomtramweg-Maatschappij de exploitatie van de HSM over. Vervolgens werd er in Huizen een verbindingslijn gelegd naar de sinds 1882 bestaande tramlijn Hilversum - Huizen, waardoor er doorgaande trams van Hilversum via Laren, Blaricum, Huizen en Naarden naar Bussum konden rijden. Vanaf 1925 werd een groot deel van de tramdienst uitgevoerd met motortrams op de lijn Hilversum - Huizen - Station Naarden-Bussum. In de zomer van 1940 werden deze wegens brandstofgebrek vervangen door opnieuw in dienst gestelde stoomtrams.
Na de opheffing van de tramdiensten van de Gooische Tram in oktober 1947 bleef de lijn Bussum - Huizen nog in gebruik voor goederenverkeer met dieseltractie, vooral voor de Chemische Fabriek Naarden. Per 29 juni 1949 werd de lijn van Bussum naar Huizen overgenomen door de NS. Per 31 oktober 1958 werd het laatste lijngedeelte van de Gooische Tram gesloten en werden de sporen opgebroken. Dit was de laatste tramlijn in Het Gooi.